# 干草堆祷告会

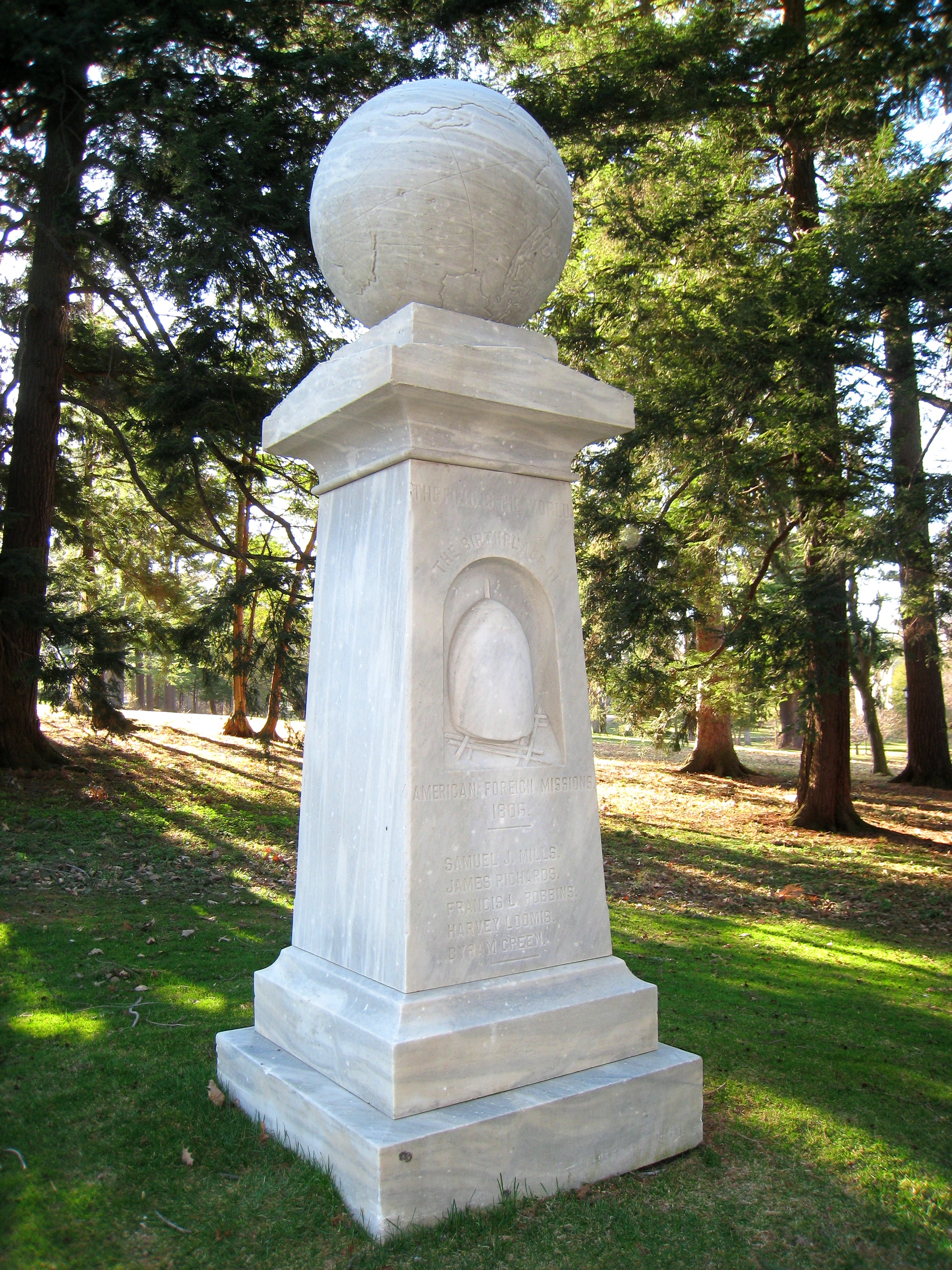
干草堆纪念碑，1867年，威廉姆斯大学

干草堆祷告会（Haystack Prayer Meeting）在1806年8月在马萨诸塞州威廉斯敦举行，被许多学者视为随后一个世纪新教海外传教差会发展的开创性事件，差会今天仍然由美国教会支持。

## 历史
1806年8月，威廉姆斯大学的5名学生（塞缪尔·约翰·米尔斯、詹姆斯·理查兹、弗朗西斯·L·罗宾斯、哈维·卢米斯和拜勒姆·格林）聚集在Hoosic河附近的树丛，当时称为史洛恩草地（Sloan's Meadow），讨论亚洲人的属灵需要。他们的会议被雷暴打断，躲避在干草堆下，直到天空放晴。1808年，干草堆祷告小组和威廉姆斯大学的其他学生，开始了组成名为“弟兄们”的团体，宗旨在于向非基督徒传播福音。1810年，这些成员在马萨诸塞州成立美国第一个海外传教差会美国公理会差会。1812年，美国公理会差会派出了第一批5名传教士到达印度。
1819年，美国公理会差会向近东的土耳其和巴勒斯坦，以及夏威夷南桑威奇群岛派出了传教士。1830年，美国公理会差会向中国派出第一位传教士裨治文。1833年，美国公理会差会向非洲派出第一位传教士。
在最初五十年，美国公理会差会派出了1250多名传教士。大部分来自新英格兰的小城镇和农村。虽然只有少数人较富裕，但是大多数是大学生，接受了古典教育，包括希伯来语、拉丁语和希腊语。当他们到达传教区后，就着手将圣经翻译为当地的语言，其中一些语言当时还没有文字，他们就发明了文字系统。他们还在每个传教区建立了教育系统和医院。
1957年，美国公理会和归正会合并成立联合基督教会。1961年，美国公理会差会和其他差会合并成立美国联合基督教会差会（United Church Board for World Ministries）。150年间，美国公理会差会已向34个不同的地区派出近5000个传教士。1995年，美国联合基督教会差会与基督会传教差会建立伙伴关系。